# Valerian Pidmohilni
Valerián Petróvich Pidmohylny, en ucraniano: Валеріян Петрóвич Підмоги́льний, (Chapli, 2 de febrero de 1901 - Sandarmoj, 3 de noviembre de 1937) fue un importante novelista ucraniano, famoso por la novela realista Місто [La ciudad]. Formó parte de una generación de escritores ucranianos que floreció en la Ucrania de la década de 1920; posteriormente fue reprimido y finalmente arrestado por las autoridades soviéticas. Se le considera una de las figuras más destacadas del Renacimiento fusilado.

## Biografía
Pidmohylny nació en la gobernación de Yekaterinoslav (ahora óblast de Dnipropetrovsk, Ucrania). Su padre era gerente de un gran terrateniente. Aprendió francés cuando era niño y continuó su aprendizaje hasta convertirse eventualmente en un importante traductor de la literatura francesa al ucraniano, en particular las obras de Anatole France y Guy de Maupassant.
Sus juventud es poco conocida, aunque se sabe que se graduó en la Universidad de Kiev y hay indicaciones de que, como joven adulto, fue partidario de Simon Petliura, el comandante militar de la Ucrania independiente, de corta duración, creada después de la Revolución de Octubre de 1917.
Viviendo en Kiev, pero con dificultades para publicar algunas de sus historias, en 1923 pudo asegurar la publicación en la revista de emigrados antisoviéticos Nová Ukraína. Esto generó desacuerdos con otros escritores ucranianos, incluido Jvilovi, uno de los principales escritores de la época.
Pidmohylny publicó gran cantidad de historias en los años siguientes después de haber sido «exonerado» por la importante revista ucraniana Chervony shliaj. También participó en el grupo literario Lanka vinculado a la revista Zhyttiá i revoliútsiia, donde formó parte de la dirección editorial. Además de ficción en prosa y traducciones, también publicó varios ensayos críticos y es considerado uno de los pioneros de la crítica freudiana en Ucrania.
En 1927, a la edad de 26 años, Pidmohylny ganó reconocimiento como un autor importante con la publicación de su novela Misto [La ciudad], que también fue traducida al ruso.
A medida que el estalinismo se solidificaba en Ucrania, Pidmohylny tenía cada vez más dificultades para publicar su trabajo, problema magnificado por las dudas sobre su compromiso con el sistema soviético. En 1934, fue arrestado. Después de ser torturado y obligado a firmar confesiones absurdas, fue sentenciado al campo de prisioneros de Solovkí y fusilado en Sandarmoj, en Carelia.
Tras de la muerte de Stalin, Pidmohylny fue rehabilitado parcialmente en 1956.

## Obras principales
Місто [La ciudad]la novela La ciudad es la historia de un joven sumergido en las violentas vistas y olores de un entorno urbano. La novela fue denunciada por el Partido Comunista.
Невеличка драма [Un pequeño toque de drama]la novela Un pequeño toque de drama, originalmente publicada en folletos, describe los tipos de carácter de varios hombres que compiten por el amor de una mujer. Uno de sus principales admiradores es un científico y un tema importante es la tensión entre la administración de la ciencia basada en la razón y la vida emocional humana.